# Pichu Pichu
A Pichu Pichu egy lepusztult vulkán Peru déli részén, az Andok hegységben. Legmagasabb pontja különböző források szerint 5540 vagy 5635 méter magas.

## Leírás
A Pichu Pichu dél-Peruban, Arequipa megye, azon belül Arequipa tartomány területén, a megyeszékhelytől, Arequipától mintegy 30 km-re keletre, a Salinas-tó délnyugati szomszédságában emelkedik. A hegy a közeli Mistivel, a Chachanival és az Ubinasszal együtt a Vulkáni-kordillerák része.
Mai formájában nem is ismerhető fel könnyen, hogy vulkánról van szó, inkább egy ívelt hegyvonulathoz hasonlít, amelynek hét nagyobb csúcsa van: ezek közül legmagasabb az El Coronado. Egy részük nagyon nehezen, más részük könnyen megmászható, a legkönnyebb út egy 5515 méter magas csúcsra vezet fel.
A hegyvonulat egyik része egyik irányból nézve egy háton fekvő ember alakjához hasonlít, ezt a helyiek egy ősi legendára utalva „alvó indiánnak” nevezik. Ezen a helyen egy régi szertartási építmény is állt, ahol az inkák áldozatokat mutattak be.

## Képek

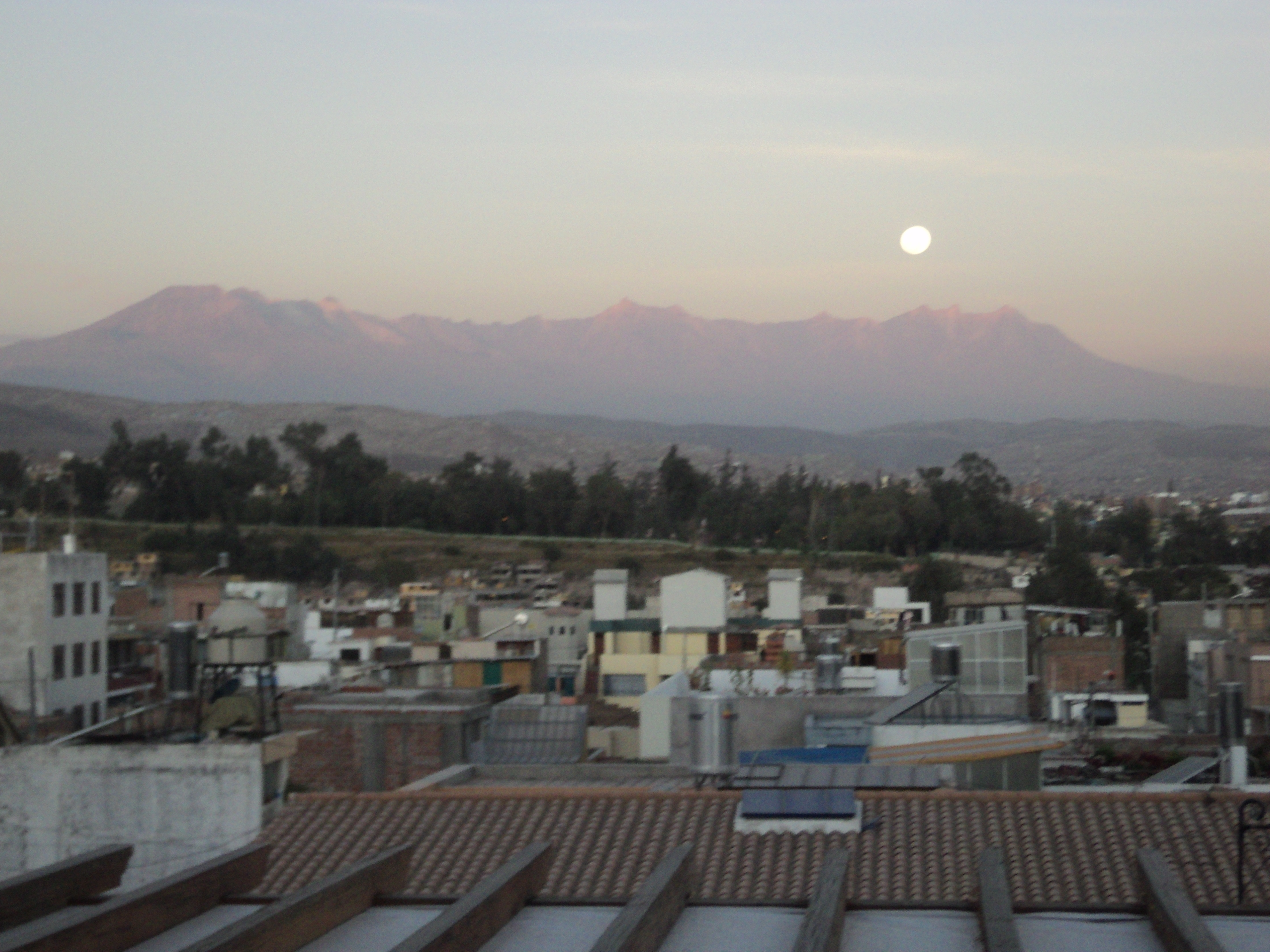